# 泰索尼洛国家公园
泰索尼洛国家公园是一座位于印度尼西亚蘇門答臘岛廖內省的國家公園。

## 历史
泰索尼洛国家公园正式成立于2004年，当时规划的总面积为385.76 km2。
2006年6月，印度尼西亚林业部长和廖内省省长宣布，计划将泰索尼洛国家公园扩建到1000 km2。此举是为确保苏门答腊象能有足够安全的栖息地。
经过多方协调后，印尼林业部于2009年10月15日公布编号为663/Menhut-II/2009的法令，正式宣布泰索尼洛国家公园扩建至830 km2。

## 物种
泰索尼洛国家公园有两种極危物種：蘇門答臘象和苏门答腊虎。

## 威胁与保护
泰索尼洛森林在近代以来遭到了严重的砍伐。世界自然基金会在印尼廖內省分部的数据显示，泰索尼洛森林的总面积由2000年的1457.5388 km2下降到2012年的478.7024 km2，减少了近三分之二。
油棕的大量种植导致了公园内森林的非法砍伐和火灾。根据世界自然基金会2013年6月发布的报告，泰索尼洛森林的油棕种植园面积已达363.53 km2。亚洲农业和丰益国际这两家跨国企业涉嫌参与在国家公园内的非法种植和交易油棕。此外，调查人员还在泰索尼洛森林周围发现了近50家隐蔽的小型加工厂。
空气干燥的时候，森林易受野火的影响。2006年10月，苏门答腊岛发生大面积森林大火，公园约1 km2的树木化为灰烬。这次事件还对马来西亚、新加坡等邻近东南亚国家的空气质量造成了严重影响。

### 大象保护中心

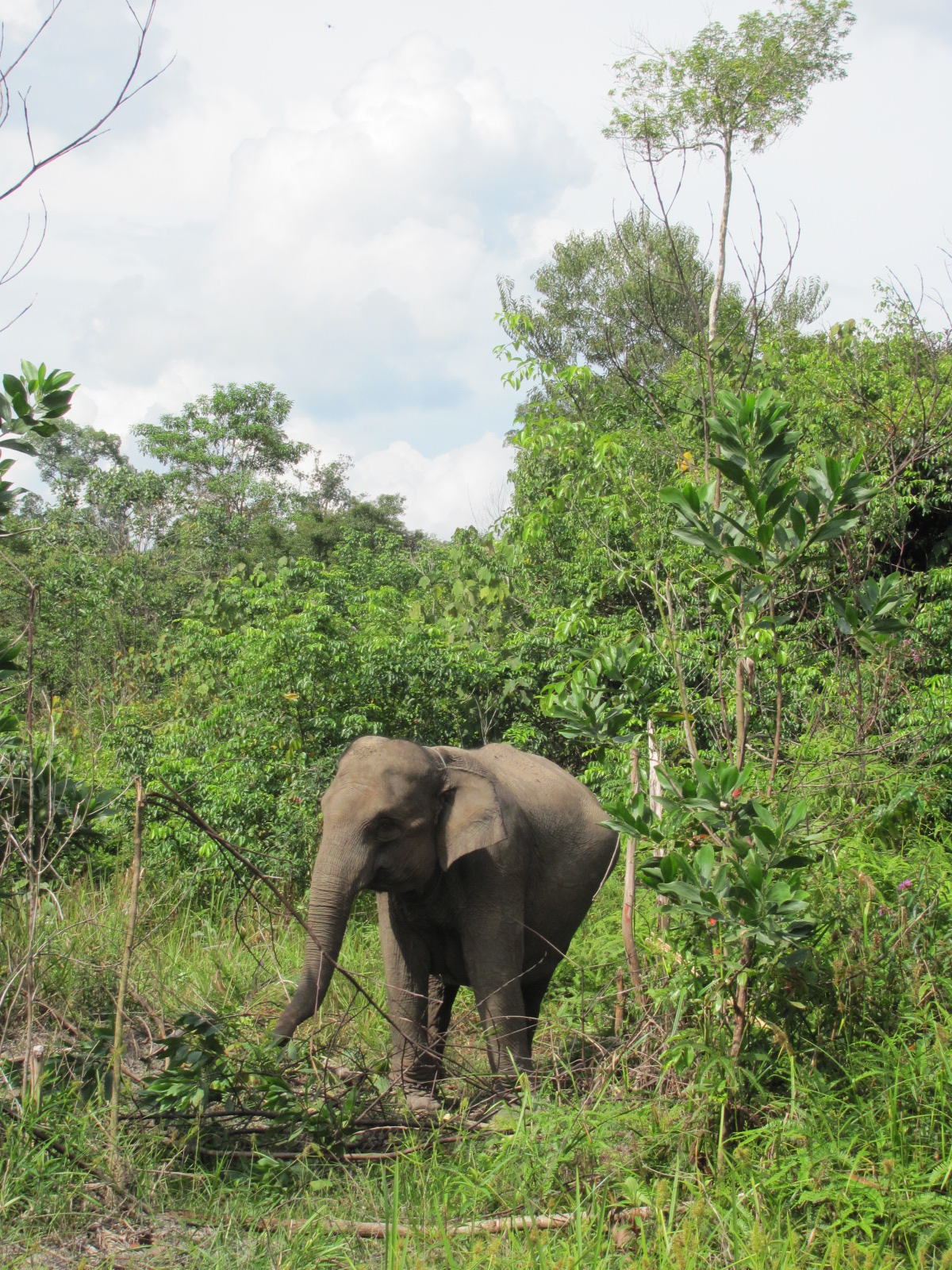
泰索尼洛公園內的蘇門答臘象

根据世界自然基金会的资料，苏门答腊岛中部的大象数量已从1985年的1067-1617头减少到2003年的353-431头。2009年的调查显示，泰索尼洛公园内的苏门答腊象的数量维持在200头左右，整个廖内省大约有350头。2012年，通过粗略样本估计，公园内大象数量降至120至150头。之后，研究人员将从发现的大象粪便中脱氧核糖核酸（DNA）来分析估算大象的实际数量。
比利时政府承诺为泰索尼洛国家公园内苏门答腊象保护中心的建设提供20万欧元的援助，从2011年开始分四期下拨。该项目将把廖内省西阿克区米纳斯村数十头已经驯服的大象重新安置到泰索尼洛国家公园。由于油棕种植园和石油开采，米纳斯村的生态环境已经造成了无法挽回的破坏，大象的栖息地近乎完全丧失。
世界自然基金会在廖内省的分部组建了社区论坛，他们包括当地22个村庄的居民。该论坛尝试讨论一种能在不破坏环境的前提下获得最大经济效益的新模式，目前的解决方案是发展蜜蜂养殖和生态旅游业。该论坛还组建了巡逻小队。队员们骑着已驯服的大象在公园内走动，以阻止非法活动者的入侵。他们的另外一个任务是防止野生象袭击村庄而造成不必要的损失。